# Red Velvet
 (кореј. 레드벨벳) јужнокорејска је девојачка група коју је саставио SM Entertainment. Дебитовале су 1. августа 2014. године када су издале сингл Happiness, а тада су је чиниле четири чланице: Ајрин, Солђи, Венди и Џој. Пета чланица групе, Јери, придружила се у марту 2015. када су објавиле свој први мини-албум, Ice Cream Cake. 
На међународном нивоу, Time и Billboard су их прогласили једном од најпопуларнијих кеј-поп група, док су у фебруару 2020. постале пета по реду најуспешнија кеј-поп група на платформи Spotify.

## Чланови
- Ајрин (아이린)
- Солђи (슬기)
- Венди (웬디)
- Џој (조이)
- Јери (예리)

## Дискографија
| Албуми на корејском језику - (2015) - (2017) | Албуми на јапанском језику - (2022) |